# ひばり捕物帖 かんざし小判
『ひばり捕物帖 かんざし小判』（ひばりとりものちょう かんざしこばん）は1958年公開の日本映画。沢島忠の監督3作品めにして、主演となる美空ひばりとの最初の作品である。『ひばり捕物帖』シリーズは美空ひばりを主人公としたいわゆる「ひばり映画」の代表シリーズの1つとなった。
美空が歌って踊って小気味よく動き回る本作は美空ひばりというキャラクターの魅力を十全に発揮したものとして、本作をベストワンに挙げる評論家も多い。
本作は「ミュージカル喜劇調のチャンバラ」というスタイルが新しいと評価されるが、その一方で「内容的にはあまり新しいものではない」という批判もある。

## あらすじ
阿部川町のお七は美人と評判も高い女岡っ引。江戸の神社で「奉納美人番付」という江戸小町を選ぶ催し物が行われた際には、お七も横綱の一人に選ばれ、賞品として「純金の簪」をもらった。実はこのお七は老中・阿部伊予守の妹妙姫であるが、姫様暮らしが窮屈だと十手をあずかり町民暮らしをしていたのだった。
奉納美人番付に選ばれた小町たちはそれぞれ駕籠に乗って行列することになったが、先頭の駕籠に乗っていた筑紫屋のお小夜が簪で咽を一突きされて殺害されてしまう。お七はお小夜が髪につけていた桜模様の簪がなくなっている事に気づき、長家に住んでいたお菊という娘から古物商が買取った簪だった事を突き止める。しかし、そのお菊は行方不明になっていた。子分の早耳の五郎八と共に更に調査を進めるお七だったが、正体不明の侍たちに襲撃され、浪人・佐々木兵馬に助けられる。
その後、今度は梅模様の簪を持つ絹屋の清葉が殺害される。
お菊の兄・伊賀の源次は、大泥棒「稲葉小憎」一味であった。島送りになっていた源次が御赦免で江戸に帰ってくると聞いたお七と五郎八は港に源次を迎えに出かけるが、目の前で謎の侍一味に源次を連れ去られてしまう。侍一味は源次を那須刑部の剣術道場に運び込む。松永藩には財宝の在り処を記した3本の簪があったが、4年前にその簪を盗み出したのが、稲葉小僧の一味であった。道場には松永藩の家老志垣主水正はじめ、お七を襲った侍たちも集まっていた。また、志垣の娘・澄江に惚れている田宮大介はお家のためにと志垣に協力していた。しかし、志垣は私腹を肥やすために財宝を手に入れようとしていたのだった。簪3本が手に入る目途がついたところで志垣は手下に田宮を斬らせるが、そこを兵馬が救った。
お七は兄の手助けを受け、将軍家御内室の使いとして捕えられていたお菊を助け出し、最後の簪を持っているのが女歌舞伎の小春太夫だと知る。
志垣一味も最後の簪を手に入れようと舞っていた小春太夫に襲いかかるが、そこで舞っていたのはお七であった。乱闘となるが、兵馬が駈けつけ、捕手も駆けつけて、お七の兄の伊予守までも乗り込んできた。志垣一味は捕らえられ、松永家の財宝は貧民に分け与えることになった。実は兵馬、公儀隠密であったのだ。
町娘姿に戻ったお七と兵馬は寄りそいながら、唄いながら、笑いながら初めて逢った土手を歩いて行った。

## スタッフ
- 監督 - 沢島忠
- 脚色 - 中田竜雄、瀬戸口寅雄
- 原作 - 瀬戸口寅雄
- 企画 - 児玉浩嗣、神戸由美
- 撮影 - 松井鴻
- 美術 - 吉村晟
- 音楽 - 高橋半
- 主題歌
  - 「かんざし小判」 - 作詞:石本美由起、作曲:上原げんと
  - 「初恋柳」 - 作詞:石本美由起、作曲:上原げんと
- 録音 - 中山茂二
- 照明 - 田辺憲一
- 編集 - 宮本信太郎

## キャスト
- 美空ひばり - 阿部川町のお七/妙姫
- 堺駿二 - 早耳の五郎八
- 松風利栄子 - 喜代文
- 星十郎 - 宅悦 兵馬と同じ長屋に住む按摩
- 尾上鯉之助 - 阿部伊予守
- 杉狂児 - 寺尾十内 阿部伊予守の用人
- 山口勇 - 猫目の権八
- 富久井一朗 - 虎 下っ引
- 熊谷武 - 筑紫屋伝兵衛
- 岡島艶子 - お民
- 中島栄子 - お小夜
- 中村時之介 - 青山与平次
- 薄田研二 - 志垣主水正
- 円山栄子 - 澄江
- 里見浩太朗 - 田宮大介
- 阿部九洲男 - 那須刑部
- 遠山恭二 - 大木孫四郎
- 中野文男 - 竹内一角
- 東日出男 - 瓦版売り
- 伊東亮英 - 大島屋主人
- 竹原秀子 - お駒
- 北村曙美 - 清葉
- 沢村宗之助 - 伊賀の源次
- 花沢浩美 - お菊
- 藤木錦之助 - 松永家家臣
- 石井麗子 - 義経
- 吉本清子 - 富樫
- 月山路子 - 美人番附の娘達
- 西辻利々子 - 美人番附の娘達
- 海野治子 - 美人番附の娘達
- 加藤れい子 - 美人番附の娘達
- 七条友里子 - 美人番附の娘達
- 野崎邦江 - 美人番附の娘達
- 若水美子 - 小春太夫
- 東千代之介 - 佐々木兵馬

## エピソード
- 東千代之介が演ずる佐々木兵馬は酒飲み浪人という設定であるが、「沢島忠の指示によって東は酒を呑んで酔っ払った状態で収録を行っている」と福田和也は語っている[6]。
- 東千代之介自身は佐々木兵馬を「地でやれた」とコメントしている[7]。

## 同時上映
- 『旅笠道中』

## ネット配信
- 東映時代劇YouTube：2024年5月10日16:00 - 同年同月26日23:59（JST）
  - 『邪魚隊』公開記念